# Pokémon Mini
A Pokémon Mini (ポケモンミニ; Hepburn: Pokemon Mini) egy a Nintendo által gyártott kézi videójáték-konzol. A konzol három változatban jelent meg: wooper kék, soochum lila és chikorita zöld színben. A gépre készült játékokat cserélhető kazettákon hozták forgalomba – ezek voltak a Nintendo legkisebb méretű játékkazettái.

## Specifikációk
- CPU: 8 bites, 4 MHz Timex (újabban Epson) S1C88
- Kijelző: 96 x 64 pixeles monokróm LCD
- Adathordozó: 512 KiB méretű ROM kazetta
- RAM: 4 KiB
- Méretek: 74mm x 58mm x 23mm
- Tápellátás: 1 db AAA elem
- Súly: 70 gramm

## Játékok
- Pokémon Party Mini
- Pokémon Pinball Mini
- Pokémon Anime Card Daisakusen
- Pokémon Puzzle Collection
- Pokémon Shock Tetris
- Pokémon Puzzle Collection Vol.2
- Pokémon Race Min
- Pichu Bros. Mini
- Togepi's Great Advanture
- Pokémon Sodateyasan Mini